# Gewichtheffen op de Middellandse Zeespelen 1959
Gewichtheffen is een van de sporten die beoefend werden tijdens de Middellandse Zeespelen 1959 in Beiroet, Libanon. Er waren zeven onderdelen, alle voor mannen.

## Uitslagen
| Event   | Goud                     | Goud     | Zilver                    | Zilver   | Brons                       | Brons    |
| ------- | ------------------------ | -------- | ------------------------- | -------- | --------------------------- | -------- |
| 56 kg   | Enrique Gomez de Salazar | 260 kg   | Abdul Rahman Tabohe       | 237,5 kg | Mohamed Hussein Abdel Kerim | 200 kg   |
| 60 kg   | Mohamed Housni Abbas     | 322,5 kg | Mustafa Ahmed El Chikhani | 315 kg   | Saleh Chammas               | 295 kg   |
| 67,5 kg | Mohamed Fauzi            | 357,5 kg | Roger Gerber              | 350 kg   | Noureddine Badre            | 297,5 kg |
| 75 kg   | Khadr El Sayed El Touni  | 387,5 kg | Rolf Maier                | 367,5 kg | Mohamed Mourtada            | 345 kg   |
| 82,5 kg | Marcel Paterni           | 402,5 kg | Metin Gurman              | 367,5 kg | Issameddine Khodr Agha      | 322,5 kg |
| 90 kg   | Mohamed Ali Abdel Kerim  | 392,5 kg | Juan Renom Ribes          | 327,5 kg | Mohamed El Kayssi           | 320 kg   |
| + 90 kg | Mohamed Mahmoud Ibrahim  | 425 kg   | Kevork Lahamdjian         | 352,5 kg | niet uitgereikt             |          |

## Medaillespiegel
| Plaats | Land                          | Goud | Zilver | Brons | Totaal |
| 1      | Verenigde Arabische Republiek | 5    | 1      | 1     | 7      |
| 2      | Frankrijk                     | 1    | 2      | 0     | 3      |
| 3      | Spanje                        | 1    | 1      | 0     | 2      |
| 4      | Libanon                       | 0    | 2      | 5     | 7      |
| 5      | Turkije                       | 0    | 1      | 0     | 1      |
| Totaal | Totaal                        | 7    | 7      | 6     | 20     |

1951 · 1955 · 1959 · 1967 · 1971 · 1975 · 1979 · 1983 · 1987 · 1991 · 1993 · 1997 · 2001 · 2005 · 2009 · 2013 · 2018 · 2022
Atletiek · Basketbal · Boksen · Gewichtheffen · Gymnastiek · Paardensport · Schermen · Schietsport · Schoonspringen · Voetbal · Volleybal · Waterpolo · Wielersport · Worstelen · Zeilen · Zwemmen